# Sharon Osbourne
Sharon Rachel Osbourne née Arden (ur. 9 października 1952 w Londynie) – brytyjska osobowość telewizyjna, bizneswoman, aktorka, menedżerka muzyczna, organizatorka rockowego festiwalu muzycznego Ozzfest.

## Życiorys
Urodziła się 9 października 1952 w rodzinie żydowskiej, jako córka Dona Ardena, byłego menedżera zespołu Black Sabbath i jego żony Hope Shaw, tancerki baletowej. Jej rodzinne nazwisko brzmiało oryginalnie Levy, zostało zmienione w 1944 przez ojca aktorki.
Od 1982 roku do 22 lipca 2025 (do jego śmierci) była żoną muzyka Ozzy'ego Osbourne'a, z którym ma trójkę dzieci – Jacka, Kelly oraz Aimee.
Występowała w licznych programach telewizyjnych (m.in. The Osbournes, Rock of Love: Charm School), w angielskiej telewizji prowadziła autorskie show The Sharon Osbourne Show, była jurorką brytyjskiej edycji programu X Factor oraz amerykańskiej edycji programu Mam Talent!. W roku 2013 ponownie została jurorką brytyjskiej edycji X Factor.
W 2002 zachorowała na chorobę nowotworową, z której wyzdrowiała. Jest aktywistką w walce z rakiem, założyła fundację The Sharon Osbourne Colon Cancer Program.

## Filmografia
- 1991: Ozzy Osbourne: Don't Blame Me jako ona sama
- 2001: We Sold Our Souls for Rock 'n Roll jako ona sama
- 2002: Intimate Portrait: Sharon Osbourne jako ona sama
- 2002: Guns, God and Government World Tour jako ona sama
- 2002: Austin Powers i Złoty Członek jako ona sama
- 2003: 200 Greatest Pop Culture Icons jako ona sama
- 2004: Playboy: 50 Years of Playmates jako ona sama
- 2006: Męsko-damska rzecz jako Della Deane
- 2020: Lucifer jako ona sama